# Klapzubova jedenáctka
Klapzubova jedenáctka (s podtitulem Povídka pro kluky malé i velké) je humoristický román českého spisovatele Eduarda Basse s ilustracemi Josefa Čapka ze sportovního prostředí. Poprvé vyšel v roce 1922 v nakladatelství Františka Borového. Hlavními postavami jsou členové rodiny Klapzubů z Dolních Bukviček u Kouřimě, kteří tvoří kompletní fotbalový tým SK Klapzubovu jedenáctku. Příběh byl dvakrát zfilmován a stal se námětem několika divadelních her.

## Charakteristika
Kniha je napsána ve spisovné češtině, ale občas je užit slang. Autor knihy jako vypravěč se nám snaží vysvětlit hlavní poselství knihy: oslavu ryzího bratrství a to, že poctivou prací lze dosáhnout nejvyšších cílů.
Hlavními postavami jsou máma Klapzubová (zvaná Klapzubka), táta Klapzuba, který neustále kouří fajfku, dobře zná své syny a odvrací od nich překážky a nečestné praktiky, a konečně jejich jedenáct synů tvořících Klapzubovu fotbalovou jedenáctku. Synové drží vždy při sobě, navzájem se nikdy nezradili a nikdy je nezmohla pýcha, i když byli slavní po celém světě.

## Obsah
Kniha má dvacet kapitol a začíná tím, jak chudý chalupník Klapzuba učí svých jedenáct synů hrát fotbal. Díky přísným tréninkům se dostanou takřka hned do první třídy a stanou se mistry v Čechách s celkovým skóre 122 : 0, když v semifinále porazí Spartu 6 : 0 a ve finále Slavii 5 : 0. Poté jedou dobývat Evropu.

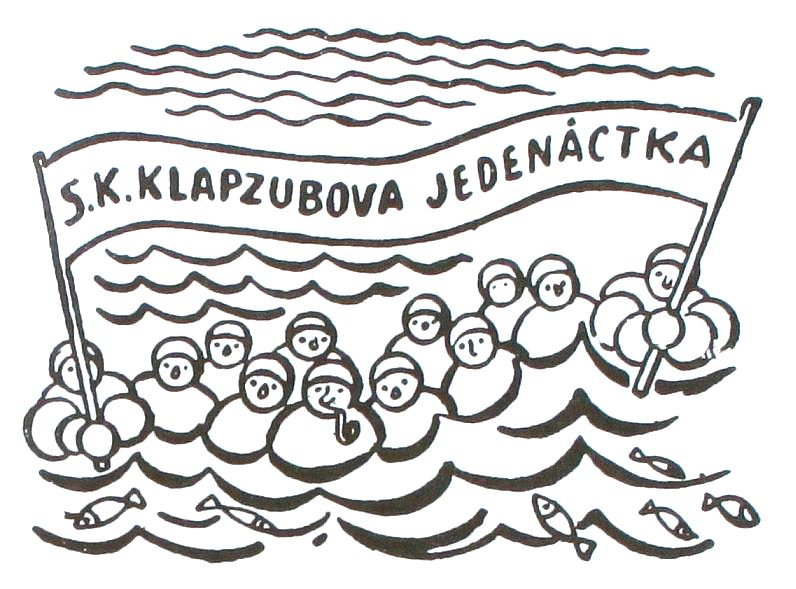
Ilustrace Josefa Čapka k románu

Protože chce španělský tým FC Barcelona Klapzubovy hochy zmrzačit, navlékne je táta Klapzuba do „kaučukového krunýře“, do něhož byl napumpován vzduch, a jeho tým zvítězí 31 : 0. Když pak v Anglii porazili Huddersfield FC 4 : 0, stali se mistry Evropy. Po rozhovoru s anglickým králem přijali do týmu prince Waleského jako náhradníka, který pak s nimi hrál a trénoval v Dolních Bukvičkách po dva roky.
Osmá kapitola je pohádka o kouzelné píšťalce dědečka nynějších Klapzubů, kterou si vymyslil jeden oregonský dědeček pro americké kluky, kteří už nevěří klasickým pohádkám. Na začátku další kapitoly je uvedena hymna nestora českých básníků Vincence Kabrny věnovaná Klapzubově jedenáctce:
Na zelené trávě,
svítí bílé linie,

kdo chce s námi hráti,

ten si to vždy vypije...

Nežli cizí brankář

natáhne svá klepeta,

zazvoní už rána,

míč se v síti třepetá...
Jednoho dne jim řekne pihovatý kluk, že si s nimi nemůže zahrát, protože on hraje pro čest, zatímco oni pro peníze. Poté se hra Klapzubovy jedenáctky úplně změní, ze hry se vytratí vášeň, kluci jsou zamlklí, neveselí, až si toho všimnou sportovní zpravodajové i oba rodiče. Táta si s chlapci promluví a rozhodne, že se s hraním končí. A tak s velkou slávou zaorají hřiště a zasejí. Přesto poté jedou ještě do Austrálie, aby se stali mistry světa.
V Austrálii v první půli dostanou gól (první ve své kariéře), při kterém otec Klapzuba překousne dýmku, kterou dostal od anglického krále. Po otcově domluvě se hoši vzchopí a zápas vyhrají 9 : 1. Při cestě domů je u rovníku chytne tropická bouře a parník Timor s Klapzuby na palubě se rozlomí a potopí. Poštovní parník Argo, který jede Timoru na pomoc, přijede pozdě – zachrání sice celou posádku, ale Klapzuby již nenajde.
Klapzubové mezitím uniknou z potápějící se lodi ve svých pryžových oblecích plněných vzduchem, kterých užili jen jednou při zápase s Barcelonou. Doplavou bezpečně k ostrovu, kde je však hned zajmou lidožrouti, kteří si s nimi zahrají zápas. Jestliže Klapzubové prohrají, budou snědeni, pokud vyhrají, budou propuštěni. Zápas je v kopání, jenže se kope do nohou, rukou, břicha, nosu atd. A tak táta naučí syny různým surovostem a oblékne je do pryžových koulí. Těch se lidožrouti bojí a před bratry utečou, takže Klapzubové vyhrají. Poté pod záminkou slavnostního běhu utečou a ujedou na náčelníkově loďce.
Později je zachrání parník Jellicoe, který je najde uprostřed Tichého oceánu, jak hrají vodní pólo, aby nevyšli ze cviku.

## Filmové a televizní adaptace
- Klapzubova XI. (1938), český film, režie Ladislav Brom, v hlavních rolích Theodor Pištěk, Antonie Nedošinská, Fanda Mrázek, Raoul Schránil a další.
- Klapzubova jedenáctka (1968), český televizní seriál, režie Eduard Hofman, v hlavních rolích Jiří Sovák, Vlasta Chramostová, Josef Hlinomaz, Miloš Kopecký, Jiřina Bohdalová, Peter Ustinov, Jan Werich a další

## Rozhlasové adaptace
Klapzubova jedenáctka, 1990
- Dramatizace a režie: Jiří Horčička
- Účinkují: Jiří Sovák, Marie Marešová, Viktor Preiss, Jindřich Hinke, Jiří Ornest, Petr Štěpánek, Jiří Schwarz a Drahomíra Fialková
- Dramaturgie: Ivan Hubač
- Hudba: Jiří Váchal